# Eric Dixon
Eric „Big Daddy“ Dixon (* 28. März 1930 in Staten Island (New York); † 19. Oktober 1989 in New York City) war ein US-amerikanischer Jazzmusiker (Tenorsaxophon, Flöte, Komposition und Arrangement).

## Leben und Wirken
Eric Dixon spielte in seiner Kindheit Horn und wechselte mit zwölf Jahren zum Tenorsaxophon. Sein Debüt als Profimusiker hatte er nach Unterricht bei Peter Luisetti 1950; von 1951 bis 1953 spielte er während seines Militärdienstes in Army-Bands. Nach seiner Entlassung aus der Armee arbeitete er als freischaffender Musiker, u. a. mit Cootie Williams 1954, Johnny Hodges 1955 und Bennie Green (Walkin’ Down, 1956). Ab Mitte der 1950er Jahre ist er auch auf der Flöte als Nebeninstrument zu hören; in dieser Zeit spielte er im Quartett von Bill English sowie in der Hausband des Apollo Theater und ging in der Band des Schlagzeugers Curley Hamner 1959 auf Europatournee.
Ab 1960 spielte er im Orchester von Quincy Jones und nahm 1961 an seiner Europatour teil. Ab Anfang 1962 war Dixon Solist auf seinen beiden Instrumenten im Count Basie Orchestra; er schrieb und arrangierte auch einige Titel für die Band. 1972 verließ er Basie, um mit seiner Frau The Meeting Place, ein Restaurant in Staten Island, zu gründen, kehrte aber bereits 1975 zu Basie zurück und spielte auch nach dem Tod des Bandleaders in der Ghost Band. Im Laufe seiner Karriere wirkte er an ungefähr 200 Aufnahmen mit und arbeitete außerdem mit Paul Gonsalves, Ahmed Abdul-Malik, Mal Waldron (Mal - 3: Sounds, 1958), Oliver Nelson, Jack McDuff,  Joe Williams, Frank Foster und Eddie Lockjaw Davis. Dixon ist Komponist der Titel „Bug Out“ und  „Pootin' It“.